# Ženitna menica (opera)
Ženitna menica /ital. La cambiale di matrimonio/ je operna farsa v enem dejanju (šestnajstih scenah) Gioacchina Rossinija. Libreto je po igri Camilla Federicija napisal Gaetano Rossi. Opera velja za prvo Rossinijevo profesionalno delo, saj jo je napisal kot osemnajstletnik v nekaj dneh. Uverturo k operi je napisal še kot študent bolonjskega konservatorija. Krstna predstava, vodil jo je avtor sam kot »maestro al cembalo«, je bila 3. novembra 1810 v beneškem gledališču Teatro San Moisè.

## Osebe
- Tobia Mill, angleški trgovec - bariton
- Fanny, njegova hči - sopran
- Edoardo Milfort, njen ljubimec - tenor
- Slook, kanadski trgovec - bas
- Norton, Millov sluga - bas
- Clarina, Fannyjina služabnica - mezzosopran

## Vsebina
Zgodba se dogaja v 18. stoletju v Angliji. Trgovec Tobias Mill po pošti dobi ženitno pogodbo od svojega sodelavca, kanadskega podjetnika Slooka. Presenečen pove svojima slugama Nortonu in Clarini, da bo pogodbo sprejel, kljub temu da je hči Fanny že zaljubljena v Edoarda Milforta, družinskega prijatelja. Ko pride navdušeni Slook iz Kanade po obljubljeno nevesto, je presenečen nad sprejemom, vendar kmalu pride do zapleta. Dekle poskuša zmanjšati zadrego in prepričati Slooka, da odstopi od »kupčije«, medtem ko začne Edoardo na bolj odločen način groziti čezoceanskemu trgovcu. Prestrašeni Slook določi Milforta za svojega dediča ter mu preda pogodbo s Fanny vred ter se pripravlja, da zapusti mesto. Fanny in Milfort sta tega zelo vesela. Ko Tobia Mill izve, da želi Slook odpotovati in odstopiti od kupčije, ga razjarjen izzove na dvoboj. Jeza se po pojasnilu kmalu pomiri in k srečenemu razpletu pomagata tudi Norton in Clarina.

## Glasbeni primer
- Odlomek iz opere